# Neta
Neta (hebrejsky נטע, v oficiálním přepisu do angličtiny Neta, zpočátku nazýváno pracovně Miršam, מרשם) je vesnice typu společná osada (jišuv kehilati) v Izraeli, v Jižním distriktu, v Oblastní radě Lachiš.

## Geografie
Leží v nadmořské výšce 425 metrů pahorkatině Šefela, na okraji Judských hor. Severně od obce proteká vádí Nachal Adorajim.
Nachází se 40 kilometrů od břehu Středozemního moře, cca 65 kilometrů jižně od centra Tel Avivu, cca 45 kilometrů jihozápadně od historického jádra Jeruzalému a 20 kilometrů jihovýchodně od města Kirjat Gat. Netu obývají Židé, přičemž osídlení v tomto regionu je etnicky převážně židovské. Leží ale pouhý jeden kilometr od Zelené linie, za kterou začínají etnicky arabské oblasti Palestinské samosprávy. Od nich je vesnice oddělena pomocí bezpečnostní bariéry.
Neta je na dopravní síť napojena pomocí lokální silnice číslo 358, jež probíhá východně od vesnice ústí podél Zelené linie.

## Dějiny
Neta byla založena v roce 2012. Vznikla jako náhradní ubytování pro židovské rodiny, které byly v roce 2005 vysídleny kvůli plánu jednostranného stažení z pásma Gazy.

## Demografie
Podle údajů z roku 2014 tvořili naprostou většinu obyvatel v Neta Židé (včetně statistické kategorie "ostatní", která zahrnuje nearabské obyvatele židovského původu ale bez formální příslušnosti k židovskému náboženství).
Jde o menší obec vesnického typu s výrazně rostoucí populací. K 31. prosinci 2014 zde žilo 410 lidí. Během roku 2014 populace stoupla o 22,0 %. Populace vesnice je mimořádně mladá. K roku 2013 obec patřila mezi 10 venkovských sídel v Izraeli s nejvyšším podílem obyvatelstva ve věku do 17 let (66,6 % z celkové populace obce).
| Rok            | 2012 | 2013 | 2014 |
| -------------- | ---- | ---- | ---- |
| Počet obyvatel | 157  | 336  | 410  |